# أليس سمعان
أليس توماس سمعان سياسية بحرينية من أصل عراقي تركي وسفيرة مملكة البحرين الحالية لدى هولندا. سمعان أول امرأة ترأس برلمان في الشرق الأوسط في أبريل 2005 عندما ترأست مجلس الشورى المعين.

## السيرة
ولدت سمعان في المنامة. تخرجت من الكلية اللبنانية الإنجليزية لتدريب المعلمات في بيروت عاصمة لبنان. ثم حصلت على أربعة دبلوم في التخصصات التالية: الإنتاج والإخراج الإذاعي من هيئة الإذاعة البريطانية وإدارة المستشفيات والإدارة الإشرافية وتدريب المدربين.
عملت مدرسة في المدرسة الإرسالية الأميركية في البحرين وفي نفس الوقت معدة ومخرجة برامج في إذاعات خاصة بلبنان. تولت رئاسة قسم التدريب في وزارة الصحة. تم تعيينها مسئولة عن البرامج المتعلقة بصحة الأم والطفل والبرامج الإعلامية في منظمة اليونسيف التابعة للأمم المتحدة في البحرين وسلطنة عمان. قرر الملك حمد بن عيسى بن سلمان آل خليفة تعيينها عضوة في مجلس الشورى في عام 2000 حتى عام 2010.
في عام 2010 تقرر نقلها إلى ديوان وزارة الخارجية ثم تعيينها سفيرة مملكة البحرين لدى المملكة المتحدة. منحتها مجلة الدبلوماسي التي تصدر في لندن جائزة أفضل سفيرة للشرق الأوسط للعام 2012.
في ديسمبر 2014 تقرر تعيينها سفيرة غير مقيمة في مملكة هولندا.

### الهدية المرفوضة
رفضت نائبة من حزب العمال البريطاني المعارض آن كلايد العضوة في اللجنة البرلمانية للشؤون الخارجية ورئيسة اللجنة البرلمانية لحقوق الإنسان قبول هدية عبارة عن سلة كبيرة احتوت على شوكولاته وشمبانيا وأشياء أخرى أرسلتها سمعان بمناسبة عيد الميلاد. وكانت سمعان أرسلت عشر هدايا مماثلة إلى عشر نواب.

## الحياة الشخصية
ترجع جذور سمعان إلى القرن التاسع عشر حيث قدم جد أمها من تركيا إلى البحرين واستقر فيها. أما والدها وهو عراقي فقد قدم للبحرين مطلع الثلاثينات مع إحدى شركات التنقيب عن النفط وتزوج من والدتها في البحرين.
سمعان غير متزوجة.